# Meslin
Meslin är en kommun i departementet Côtes-d'Armor i regionen Bretagne i nordvästra Frankrike. Kommunen ligger i kantonen Lamballe som tillhör arrondissementet Saint-Brieuc. År 2018 hade Meslin 915 invånare.

## Befolkningsutveckling
Antalet invånare i kommunen Meslin
Referens:INSEE